# Sojus 14
Sojus 14 ist die Missionsbezeichnung für den am 4. Juli 1974 gestarteten Flug eines sowjetischen Sojus-Raumschiffs zur sowjetischen Raumstation Saljut 3 (Almaz 2). Es war der 1. Besuch eines Sojus-Raumschiffs bei dieser Raumstation und der 27. Flug im sowjetischen Sojusprogramm. Nach Sojus 13 wurden mit Kosmos 638 und Kosmos 656 zwei Modifikationen des Sojus-Raumschiffs auf unbemannten Erprobungsflügen getestet.

## Besatzung

### Hauptbesatzung
- Pawel Romanowitsch Popowitsch (2. Raumflug), Kommandant
- Juri Petrowitsch Artjuchin (1. Raumflug), Bordingenieur

### Ersatzmannschaft
- Gennadi Wassiljewitsch Sarafanow, Kommandant
- Lew Stepanowitsch Djomin, Bordingenieur

Die Unterstützungsmannschaft bestand aus Boris Wolynow, Witali Scholobow, Wjatscheslaw Sudow und Waleri Roschdestwenski.

## Missionsüberblick

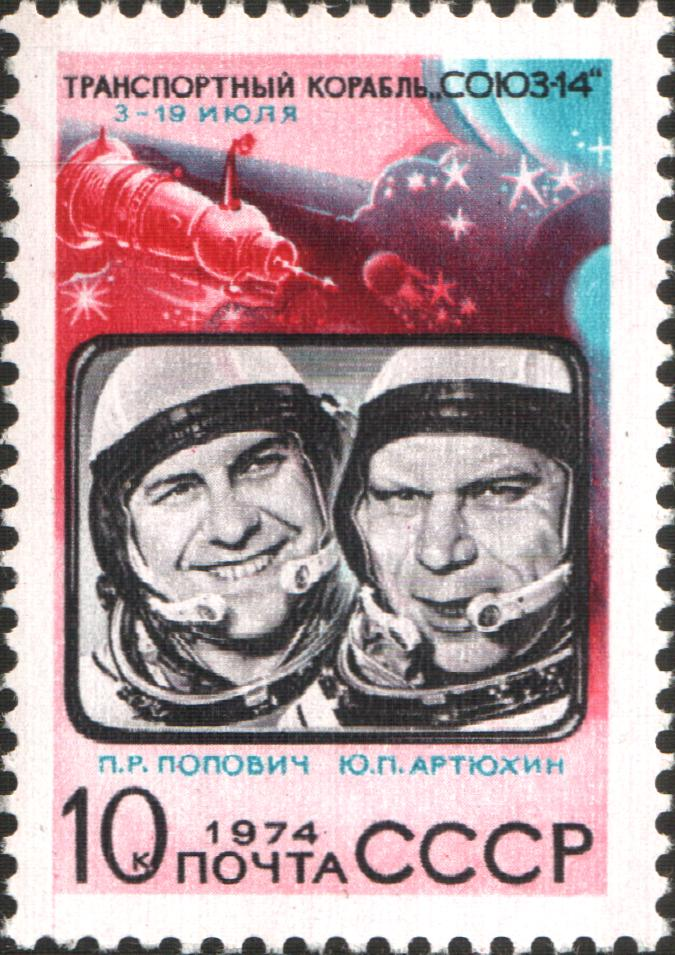
Die Hauptbesatzung auf einer sowjetischen Briefmarke (1974)

Schwerpunkte der Tätigkeiten war die Erprobung einer bemannten militärischen Raumstation (Almaz 2) nach dem Fehlschlag der Saljut 2 (Almaz 1), einschließlich der damit zusammenhängenden Probleme:
- Rendezvous, Kopplung (verbesserte Handsteuerung)
- Energieversorgung (jeweils um 180° bewegliche Solarzellenflächen am Rumpf der Station)
- Lufterneuerungsanlage
- Wasseraufbereitungsanlage
- Temperaturregelungssystem
- multispektrale Erdaufnahmen (insbesondere zur Klärung atmosphärischer Einflüsse)
- medizinische Untersuchungen zu Langzeitaufenthalten (täglich zweistündiges Training auf dem Laufband)